# Costel Orac
Costel Orac (* 22. Januar 1959 in Galați) ist ein ehemaliger rumänischer Fußballspieler und derzeitiger -trainer. Der Stürmer bestritt insgesamt 308 Spiele in der Divizia A, der höchsten rumänischen Fußballliga.

## Karriere als Spieler

### Verein
Orac begann seine Karriere in seiner Heimatstadt bei Politehnica Galați. Im Jahr 1971 wechselte er im Alter von zwölf Jahren zu FC Galați. Dort rückte er im Jahr 1976 in den Kader der ersten Mannschaft auf, die in diesem Jahr in die Divizia A aufgestiegen war und nun unter dem neuen Namen FCM Galați antrat. Sein Erstligadebüt gab er bei der Heimniederlage gegen Jiul Petroșani am 22. August 1976 im Alter von 17 Jahren und etablierte sich bereits in seiner ersten Saison als Stammspieler, konnte jedoch den Abstieg 1977 als abgeschlagener Tabellenletzter nicht verhindern. Zwei Jahre später kehrte der wendige Linksaußen mit seiner Mannschaft ins Oberhaus zurück, wo in der Saison 1979/80 zunächst der Klassenerhalt erreicht wurde, ehe er am Ende der Spielzeit 1980/81 erneut absteigen musste.
Anschließend verließ Orac seine Heimatstadt und wechselte zum Spitzenklub Dinamo Bukarest in die Hauptstadt. Auch hier etablierte er sich bereits im ersten Jahr als Stammkraft und konnte mit dem Double aus Meisterschaft und Pokalsieg 1982 seine ersten Titel gewinnen. Den Erfolg in der Meisterschaft konnte er mit seiner Mannschaft in der Saison 1982/83 wiederholen. Im Jahr 1984 gewann er erneut das Double. Die erfolgreichste Spielzeit im Europapokal erreichte er mit dem Halbfinale 1984, als der Klub den Titelverteidiger Hamburger SV ausschalten konnte und gegen den späteren Sieger FC Liverpool ausschied. In den folgenden Jahren duellierten sich Orac und Dinamo mit Steaua Bukarest um die rumänische Nummer eins, musste aber meistens dem Rivalen den Vortritt lassen. In dieser Phase gewann er mit dem Pokalsieg 1986 lediglich einen Titel, als er das Triple des Konkurrenten verhindern konnte.
Nachdem Orac in der Saison 1988/89 kaum noch zum Einsatz gekommen war, wechselte er im Sommer 1989 zur zweiten Mannschaft des Vereins, die als AS Victoria Bukarest ebenfalls im Oberhaus spielte. Hier kam er in der Hinrunde nur zu zwei Einsätze, ehe der Klub infolge der rumänischen Revolution in der Winterpause 1989/90 von der neuen politischen Führung aufgelöst wurde. Orac wechselte daraufhin zu Étoile Carouge in die schweizerische Nationalliga B. Nach einem Jahr kehrte er zu Beginn des Jahres zu Dinamo Bukarest zurück. Ein halbes Jahr später schloss er sich Unirea Focșani in der Divizia B an, wo er im Jahr 1992 seine Karriere beendete.

### Nationalmannschaft
Orac bestritt zwischen 1984 und 1986 insgesamt drei Spiele für die rumänische Nationalmannschaft. Nationaltrainer Mircea Lucescu berief ihn im Juli 1984 in sein Aufgebot für eine Länderspielreise nach China, wo er am 29. Juli 1984 gegen die Gastgeber debütierte und seinen einzigen Treffer erzielen konnte. Orac konnte Lucescu jedoch nicht überzeugen, denn erst im März 1986 gehörte er zum Aufgebot für zwei Freundschaftsspiele gegen den Irak, wo er seine letzten beiden Länderspiele bestritt.

## Karriere als Trainer
Nach dem Ende seiner aktiven Laufbahn blieb der Meister des Sports seinem bisherigen Klub, der sich in der Saison 1993/94 in Acord Focșani umbenannte, als Trainer treu. Im Jahr 1994 übernahm er den Ligakonkurrenten FC Selena Bacău, mit dem ihm 1995 der Aufstieg gelang, während sein vorheriger Verein in die Divizia C absteigen musste. In der Winterpause der darauf folgenden Spielzeit stand der Verein, der nun unter dem Namen AS Bacău antrat, auf dem letzten Tabellenplatz und trennte sich von Orac. Dieser wechselte während der Rückrunde in die erste zyprische Liga zu Alki Larnaka, wo er bis Herbst 1996 blieb. Nach seiner Rückkehr nach Rumänien war er in der Hinrunde der Saison 1997/98 Co-Trainer von Adrian Hârlab bei FC Brașov in der Divizia B. In der Rückrunde der Saison 1999/2000 trainierte er den Zweitligisten FC Bihor Oradea, mit dem ihm am letzten Spieltag der Klassenerhalt gelang. Anschließend wurde er Trainer von Poiana Câmpina, das in der anderen Zweitligastaffel antrat und als Satellitenteam von Dinamo Bukarest fungierte. Orac wechselte jedoch noch während der Saison 2000/01 zu dem Zweitligaaufsteiger FC Baia Mare. Mit diesem erreichte er am Ende der Spielzeit die Relegationsspiele, in denen sich das Team gegen NC Foresta Suceava durchsetzen konnte. Die Vereinsführung verkaufte den Platz allerdings aus finanziellen Gründen an FCM Bacău, so dass der FC Baia Mare in der Divizia B blieb. 2002 nahm der Verein wieder an den Play-offs zum Aufstieg teil, scheiterte aber an Farul Constanța. Orac verließ daraufhin im Juli 2002 den Verein in Richtung Oțelul Galați. Am Ende der Saison 2002/03 belegte Oțelul nur Rang 13 und musste in den Relegationsspielen gegen FC Oradea, den Vertreter aus der Divizia B, antreten. Obwohl sich der Gegner durchsetzte, durfte Oțelul erstklassig bleiben, da die beiden Ortsrivalen Astra Ploiești und FC Petrolul Ploiești im Sommer 2003 fusionierten und dadurch ein Platz im Oberhaus frei wurde. In der Spielzeit 2003/04 trennte sich der Klub nach der Hinrunde von ihm.
Am 27. April 2004 übernahm er die Nachfolge von Florin Danciu beim FC Botoșani in der Divizia C, mit dem er am Saisonende in die Divizia B zurückkehrte und dort in der Saison 2004/05 den Klassenerhalt schaffte. Daraufhin nahm ihn der Ligakonkurrent Unirea Urziceni unter Vertrag, wo ihm der Aufstieg 2006 gelang. Im Oberhaus angekommen trennte sich Unirea bereits im September 2006 von ihm und ersetzte ihn durch Dan Petrescu. Nachdem Marian Pană Anfang 2007 den Zweitligisten CS Otopeni verlassen hatte, wurde Orac am 28. März 2007 sein Nachfolger. Nach dem verpassten Aufstieg in die Liga 1 verließ er den Klub im Sommer 2007 und wurde durch Liviu Ciobotariu ersetzt. Am 3. November 2007 wurde Orac als Nachfolger von Chefcoach Cristian Popovici von dem Zweitligisten FCM Bacău verpflichtet, konnte in sieben Meisterschaftsspielen jedoch nur einen Sieg holen und wurde daraufhin am 16. März 2008 von seinem Vorgänger abgelöst.
In der Saison 2008/09 war er Nachfolger von Emil Ursu als Trainer der zweiten Mannschaft von Dinamo Bukarest, die in der Liga II spielte. Am 24. Juni 2009 wurde er von Dinamo als Co-Trainer des Italieners Dario Bonetti verpflichtet, fungierte allerdings offiziell als Cheftrainer, da Bonetti noch nicht die notwendige Pro-Lizenz besaß. Am 3. Oktober 2009 wurde Bonetti entlassen und Orac kehrte als Nachfolger von Gheorghe Mihali als Cheftrainer zu der zweiten Mannschaft von Dinamo in die Liga II zurück. Am Ende der Saison 2009/10 stand der Abstieg in die Liga III fest und Orac musste das Traineramt im Anschluss Ioan Viorel Ganea überlassen. Am 20. Juli 2010 wurde Costel Orac zum technischen Direktor des Zweitligisten CS Concordia Chiajna ernannt und ersetzte zudem Mitte Oktober 2010, nach dem 8. Spieltag der Saison 2010/11, den bisherigen Cheftrainer Laurențiu Diniță. In der Winterpause scheiterte eine Fusion mit dem Erstligisten Unirea Urziceni, woraufhin Diniță wieder als Spieler ins Geschehen eingreifen musste. Als der angestrebte Aufstieg in Gefahr geriet, wurde Orac am 5. Mai 2011 als Trainer entlassen und Diniță übernahm erneut die Rolle des Spielertrainers. Am Ende der Saison belegte der Verein den zweiten Rang in der Staffel 1 hinter Ceahlăul Piatra Neamț und stieg zum ersten Mal in die oberste Spielklasse des Landes auf. Seit dem 1. November 2011 ist Orac als Nachfolger von Marius Popescu Cheftrainer von FC Botoșani in der Liga II. Diesen Posten musste er im September 2012 wieder räumen.

## Erfolge

### Als Spieler
- Rumänischer Meister: 1982, 1983, 1984
- Rumänischer Pokalsieger: 1982, 1984, 1986
- Halbfinale im Europapokal der Landesmeister: 1984

### Als Trainer
- Aufstieg in die Liga I: 1994, 2006
- Aufstieg in die Liga II: 2004